# Non plus ultra

Герб Мелильи

Non plus ultra, также nec plus ultra (с лат. — «Не дальше пределов; дальше некуда») — латинское изречение, ставшее устойчивым, по легенде написанное на Геркулесовых столбах как предостережение мореплавателям, знак достижения ими границы мира.
После завершения реконкисты и выхода Испании к Гибралтарскому проливу Фердинанд Арагонский добавил к испанскому гербу символическое изображение Геркулесовых столбов в виде двух колонн коринфского ордера, обвитых лентой с надписью «non plus ultra», которую его внук Карл V изменил на Plus Ultra (с лат. — «Ещё дальше; дальше пределов»), опустив отрицательную частицу «non».
В исходном виде девиз представлен на гербе и флаге Мелильи — автономного города Испании, отделённого от основной территории страны Гибралтарским проливом.
В переносном смысле выражение означает крайний предел, высшую степень чего-либо:

Это были прямо-таки не ноги, а nec plus ultra прекрасных ног— Эдгар По. Человек, которого изрубили в куски

Воображение будущего министра разыгралось до "nec plus ultra— Некрасов Н.А. Макар Осипович Случайный 